# Бэрри, Питер
Питер Мартин Бэрри (англ. Peter Martin Barry, ирл. Peadar de Barra; 10 августа 1928, дер. Блэкрок, Манстер, Ирландское Свободное государство — 26 августа 2016, Керраин, графство Корк Ирландия) — ирландский государственный деятель, заместитель премьер-министра (1987), министр иностранных дел Ирландии (1982—1987).

## Биография
Родился в семье бизнесмена и депутата Палаты представителей Энтони Барри. После окончания школы стал основным акционером семейного бизнеса — чайной компании Barry’s Tea. Окончил Университетский колледж в Корке.
Начал свою политическую карьеру в 1969 г. с избрания депутатом Палаты представителей от округа Корк и партии Фине Гэл, сохранял мандат вплоть до 1997 г. В 1970—1971 гг. занимал должность лорда-мэра города Корк.
Неоднократно входил в состав правительства страны:
- 1973—1976 гг. — министр транспорта и энергетики,
- 1976—1977 гг. — министр образования,
- 1981—1982 гг. — министр охраны окружающей среды,
- 1982—1987 гг. — министр иностранных дел, был одним из главных участников переговоров по англо-ирландскому соглашению (1985), которое предоставило Ирландии определенную роль в управлении Северной Ирландией, но признало статус этой территории как часть Соединенного Королевства. После подписания соглашения он стал первым председателем совместной англо-ирландской межправительственной конференции,
- 1987 г. — заместитель премьер-министра Ирландии. После отставки Гаррета Фитцджеральда поддержал при выборе лидера партии Джоном Брутона, однако этот пост занял Алан Дьюкс.

В 1977—1987 и 1991—1993 гг. являлся заместителем председателя Фине Гэл.
После его ухода из политической жизни в 1997 г. место в парламенте заняла его дочь Дейрдре Клюн.